# 야코프 뵈메

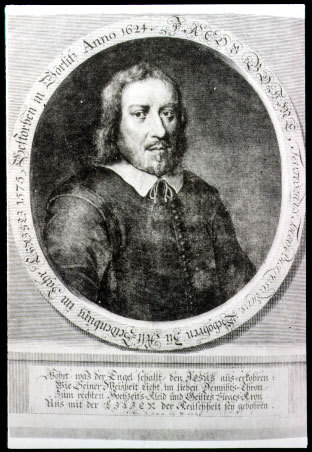
야코프 뵈메

야코프 뵈메 (Jakob Bohme, 1575년 - 1624년 11월 17일)는 독일의 신비주의자이다. 독일어로 주로 저술한 최초의 사상가이기도 해, 신봉자로부터 붙여진 '피로소후스 테우트니크스' (독일의 철인)라는 이명으로도 알려진다. 루터파 교의를 배경으로, 파라켈수스들 신플라톤주의에 영향을 받은 독특한 자연 파악과 '신의 자기 산출'이라는 철학사상 드문 개념의 전개는 경건주의나 독일 관념론 등 근세의 독일 사상 뿐만이 아니라, 근대의 신비학에도 영향을 주고 있다.
주요 저서는 '아우로라', '시그나트라 레이룸', '커다란 신비', '그리스도에게의 길'.

## 생애
1575년, 북쪽 독일·오버라우짓트의 나이세강 유역의 도시 게르릿트의 근교, 알토 자이덴베르크 (Alt Seidenberg)에서 태어난다. 여기는 현재, 폴란드 령 스리크후 (Sulikow)의 일부가 되어 있다 (자이덴베르크 자체도 폴란드령이 되어 있어, 폴란드어명은 자비두후Zawidow).
구두 직공으로서의 수양을 끝낸 뵈메는 1599년 이후 게르릿트로 구두 직공으로서 일해, 가정을 마련한다. 자기의 신비 체험을 엮은 '아우로라'에 의해서 한 번은 이단으로서 비난 당해 휴필하지만, 그 후 저술을 재개한다.
뵈메가 저술을 시작했던 시기는 확정할 수 없지만, 1612년 최초의 저작 '아우로라'가 완성된다. 뵈메는 후에 서간 중에서, 이 저술의 근저에 그 이전의 신비 체험이 있어, '12년의 사이 그것 (= 신비 체험)에 관련되었다' (아브라함 폰 존마페르트 충서간, 포이 켈트족판 팩시밀리 전집 제10권 수록)라고 말한다. 정규의 철학 교육 뿐만 아니라 고등 학교에서의 중등 교육도 받지 않은 구두 직공에게 이 작업이 곤란을 다한 것은 용이하게 상상된다. 뵈메 자신도 또, 이 최초의 저작이 문체와 내용의 양쪽 모두에 건너 난해한 것을 인정하고 있는 만큼이다. 그러나 동시에 이 저작에는 뵈메의 근본적 사상의 맹아가 나타나고 있는 것도 넓게 인정되고 있다. 뵈메는 상게의 서간에 대해 '아우로라'에 대해 '1권보다 많은 서적, 하나 이상의 철학이, 게다가 항상보다 깊게 할 수 있어 만들어진다'라고도 말하고 있다.
이하 같은 서간에 따르면서, '아우로라' 이후의 뵈메의 상황에 대해 말한다.
뵈메는 초 당신의 체험의 각서로서 '아우로라'를 저술해, 공개하려는 의도는 없었다. 그러나 친구에게 청해져 그 손원고를 대출할 때에, 이것을 필경하는 것도 나오기 시작해 '아우로라'는 뵈메의 교우 범위를 넘고, 게르릿트 시민에게 알려지게 되었다. 신비 체험이라는 개인적인 환시와 소박한 기독교 신앙의 합치로부터 태어난 자연과 인간의 관계에 대한 이 저술은, 그러나 당시 게르릿트의 감독 목사인 그레고르 리히타에는 루터파 정통 교의를 띠어나 빌려주는 것으로서 인식되었다. 리히타는 설교단상으로부터 뵈메를 이단 사상의 소유자로서 비난해, 이에 호응하는 시민은 공공연하게 뵈메의 집에 공격을 하는 등, 뵈메의 평온인 생활은 위협해졌다. 이 결과, 뵈메가 저술을 이후 하지 않는 것, 리히타는 교회에서 뵈메를 비난하는 것을 그만둔다라는 타협이 시의 당국의 중재에 의해서 정해져, 뵈메는 저술을 가까이 두게 되었다.
한 편으로 뵈메의 '아우로라'를 호의적으로 수용하는 사람도 일정수 존재했다. 그 중에는 귀족계급의 독서인도 있어, 뵈메의 정신적 지원자가 될 뿐만 아니라, 뵈메에 연금술 등 당시의 신플라톤주의적 자연철학 사상을 매개하는 것과 동시에, 독서의 기회를 주었다. 뵈메의 저작에 산견하는 라틴어는 이러한 친구들로부터 뵈메가 배운 것이 대부분이지만, 파라케르스스의 저술에 대해서는, 이를 직접 읽었다고 뵈메는 증언하고 있어, 연금술 용어를 '시그나트라 레이룸'·'커다란 신비'를 시작으로 하는 후의 저작으로는 많이 이용하고 있다. 또 이 독서는 뵈메에 늦은 연령에 이르러이지만, 자기의 저술을 반성해 말을 가다듬는 도움이 되었다.
뵈메는 화해의 협약을 지켜 새로운 저술을 실시하지 않았지만, 그 후도 리히타는 교회에서의 공격을 그만두지 않고, 시민을 선동하고 뵈메를 괴롭혔다. 또 친구들도 뵈메에 '아우로라'에 계속되는 저작을 소망했다. 뵈메는 스스로의 침묵이 평화를 가져오지 않는 일을 알 뿐만이 아니고, 이 기간에 숙성하며 간 자기의 사상을 오히려 적극적으로 표명하는 것이 자기의 사명이라고 확신함에 도달한다. 1618년 뵈메는 저술을 재개해, 1624년의 죽음으로 도달할 때까지의 6년 간에 '시그나트라 레이룸'을 시작으로 하는 몇 개의 대저, 및 부수하는 소논문, 신봉자 앞의 서간 등에서, 정력적으로 그 사상을 이야기한다.
몇 개의 소론을 모으고 출판을 권하는 것이 있어 1623년에 '그리스도에게의 길'을 출판한다. 이 저작은 '아우로라' 같이, 격렬한 논의와 적의의 목표가 되어, 뵈메는 그 대응에 쫓겨 본격적인 저술을 할 틈을 잡히지 않을 뿐만 아니라, 게르릿트에 가족을 남겨 혼자 퇴거해, 드레스덴에 일시 체재하게 된다. 당분간 드레스덴에 체재한 후, 게르릿트로 돌아온 뵈메는 병을 얻어 죽었다.

## 사상
뵈메는 생애, 자신의 자각으로서는 루터파의 신앙에 충실했다. 뵈메의 사상의 제일의 배경으로서는 뵈메가 교회를 통해 받은 종교 교육을 들 수 있다. 자주 자연철학으로서 해석되는 그 사상도, 뵈메의 의도로서는 만년의 저작의 제목이 나타내 보이듯이 '그리스도에게의 길'로서 이야기 되고 있다. 그러나 그 사상은 뵈메가 정규의 교육을 받지 않았기 때문에, 전통적인 기독교의 형이상학의 신개념을 매우 내고 있다.
뵈메 연구자인 굴른 스키는 저술 재개 후 1618년부터 1624년까지의 뵈메의 사상의 전개를 4기로 나누어 각각을 물결의 내습에 비유하고 있다. 그 중 제4의 물결, 뵈메의 최만년은 '아우로라' 발표 시와 닮은 것 같은 소동의 와중에 있어, 그 때문에 뵈메는 서간이나 자신에게의 논란을 반박하는 소론의 저술에 쫓겨 자기의 사상의 전모를 말할 수 있는 양의 저술을 남기지 않았다. 따라서 뵈메의 사상의 전개는 그 이전의 3개의 물결, 한 층 더 최초의 제술 '아우로라'를 중심으로 말해진다.
굴른 스키에 의하면, 제1파는 저술 재개로부터 1622년까지의 시기로, 이 시기의 가장 갖추어진 책은 '세 개의 제원리에 대해' (Von den drei Prinzipien)이다. 계속되는 제2파는 1621년 일찍부터 1622년 여름까지이며, '시그나트라 레이룸' 집필의 시기에 해당된다. 덧붙여 제3파는 1622년 가을부터 1623년 가을까지 맞아, 여기에는 뵈메 최대의 저작 '커다란 신비'를 포함한 제저작이 포함된다.
뵈메는 자기의 사상의 연속성에 강한 확신을 안고 있었다. 먼저 접한 서간에서도, '아우로라'의 저술의 난해 마을 미성숙을 반성하는 한편으로, 거기에 기술된 내용은 '아우로라'이전의 신비 체험의 몇 초 가운데 기다린 나무 방법으로 주어지고 있어 그것을 개진하기 위해서 필요한 언어가 부족하고 있었던 것이라고 술회하고 있다. 그러나 연구자의 사이에서는, 이 일관성을 인정하면서도, '아우로라'·'시그나트라 레이룸'·'커다란 신비'를 각각 정점이 이루는 사상의 영동을 뵈메 가운데 보는 것이 일반적이다.

### 신의 현현
뵈메가 본 비전은 만물의 신적인 실상이라고도 말해야 할 것이었다. 뵈메는 모든 존재 안에 신의 드라마를 보고, 우리 인간 모든 것은 신의 기쁨의 조사를 연주하는 악기의 현이라고 한다. '모든 것은 신이다.'라고 해 버리면 그것은 단순한 범신론이 된다. 그러나 뵈메의 범신론은 결코 단순하지 않다. 상태를 말로 표현함에 있어서 비전을 어떻게든 파악하려고 특수한 용어를 구사해, 신의 현상을 다이나믹하게 묘사하려는 그의 사상은 복잡 난해한 것이다. 그 기술은 신의 기원에까지 거슬러 올라간다. 신의 안쪽의 안쪽, 삼위일체의 신의 근원을 뵈메는 무저라고 부른다. 무저는 바닥없는 것, 다른 무언가에 따라서 근거가 되는 것이 없고, 또 바닥이 없어 무엇인가를 근거 지을 것도 없다.
이 어디까지 가도 아무것도 없는 무안에는 다른 '어느 것'을 요구하는 동경이 있다고 한다. 다만, 동경은 무한하게 퍼지고 있어 중심도 없으면 형태도 없다. 동경의 바다, 거기에는 아무것도 없어 아무것도 보지 않고, 아무것도 비추지 않는다. 말하자면 이것은 눈이 아닌 눈, 거울이 아닌 거울이다. 동경으로부터 밖을 향하고 있어 후도 하는 운동을 의지라고 하지만, 이 의지가 무저 중으로 향해 수렴해, 자기 자신인 무를 잡을 때, 무저 가운데 희미한 바닥이 생겨 여기로부터 모든 것이 시작된다. 의지는 본질의 구동력이며, 어떠한 본질도 의지 없이는 생기지 않는다고 한다.
의지는 바닥에 서는 것으로 밖으로 향할 수 있게 된다. 바닥이 생기는 것에 의해서 무저가 무저가 되어, 눈이 눈이 되어, 거울이 거울이 된다. 어느 것이 어느 것으로서 인식되기 위해서는 구별이 필요하다. 뵈메에 의하면 신으로조차 자기를 인식하려면 신 이외의 것을 필요로 한다. 그런데, 중심과 원주가 명확이 되는 것에 의해서 지혜의 거울로 불리는 것이 생긴다. 거울은 정신 (게스트)을 받아들여 모든 것을 비추지만, 그 자체는 무엇인가를 낳을리가 없는 수동적인 것이다. 지혜의 거울은 별명 소피아라고 한다. 소피아는 '받아 들이지만 낳지 않는다'라는 처녀의 성질을 가지는 무이다. 무라는 것은 소피아가 존재로부터 자유로운 것이기 때문이다. 이 자유로운 소피아를 보려고 의지는 거울을 들여다 봐 넣어, 거울에 자기 자신의 모습을 비춘다. 여기서 의지는 욕망을 부흥, 이마기나치오 (상상)한다. 이마기나치오에 의해서 의지는 품어, 정신으로서의 신과 피조물의 원형이 거울에 대해 직관되는 것이다.

### 영원의 자연
지금부터 신의 욕구가 밖으로 향하는 것으로 세계가 형성되지만, 이후 직접 우리가 보는 자연이 창조된다는 것은 아니다. 그 다음에 뵈메가 말하는 것은 가시적 자연의 근원인 영원의 자연이다. 그는 일곱 살(7개의 성질)의 영혼 혹은 성질에 의해서 만물이 형성된다고 한다. 성질 (Qual)은 근심 (Qual)이며 원천 (Quelle)이다. 이는 단순한 말 조합이라 생각될지도 모르지만, 지금부터 말하듯이 뵈메에게 말이나 울림은 존재의 본질과 깊게 관련된 것이다. 내용으로부터 하면, 존재가 다양한 모습으로 나누어지고 성질을 가지는 것은 시원의 융합으로부터의 괴리로서 근심이라는 의미로 받아들일 수 있다.
우선 제1의 성질, 그것은 욕망이며, 안쪽에 틀어박히는 기능을 가지고 있다. 차분함, 딱딱함이라고도 표현되는 욕망은 자기 자신을 질질 끌어 들여, 농축해 어둠이 된다. 이미 무저 중에서 일하고 있던 이 원리는 자연의 제1의 원리이다.
제2의 성질은 제1의 것과 반대로 밖으로 향하는 운동, 유동성. 이것은 찔러 날뛰어 틀어박히는 힘에 저항해 상승, 도주하려고 한다. 이 성질은 '아우로라'에서는 달콤함으로 불려 외로는 씁쓸함으로 불린다.
제3은 위의 두 개의 힘의 경쟁인 불안. 안으로 향하는 힘과 밖으로 향하는 힘은 서로 반발 시합, 한 편이 강해지면 한 편도 강해지므로 안정되는 것이 없다. 그것은 상반되는 면이 서로 운동하는 차바퀴의 회전같기도 하다. 불안의 고리의 회전은 한없이 에센치아 (존재물, 본성)를 낳는다. 이상의 세 개의 원리는 제1원리, 만물의 질료의 근원이다.
그런데, 제4성질은 열이나 불꽃으로 불리고 어둠을 다 굽고 빛을 일으키게 한다. 이 원리에 의해서 전의 제일 원리의 3성질, 어두운 불이 밝은 불로 바꾸어 죽음의 집으로부터 생명이 나타난다. 불안의 고리의 잔혹한 회전이 결과적으로 불의 날카로움, 그리고 훌륭한 생명을 낳는다.
제5의 성질은 빛이며, 열로부터 나온 것이면서도 다 굽는 파괴적인 열과는 반대로 부드럽고, 상냥하다. 이 성질은 기쁨과 은혜의 원리이며, 여기로부터 오감 (시각, 촉각, 청각, 미각, 후각)이 탄생한다. 사랑에 안겨 여기서 통일된 다양한 힘은 다시 밖으로 향해 퍼져 간다.
이 퍼져, 즉 제6의 성질은 울림, 소리, 그리고 말이다. 안에 있던 것이 이 성질에 의해서 밖에 현악어든지, 말해지는 것이다. 울림은 인식을 가능하게 해, 자연의 리를 분명히 해 앎과 관계한다. 정신은 여기까지 세분화하면서 전개해 온 것이지만, 리에 이르러 스스로의 전개를 충분히 인식한다.
그리고 마지막 제7성질에 대해 지금까지 전개해 온 것에 형태가 주어진다. 이와 같이 뵈메에게의 세계의 창조란, 신이 단번에 제작하는 것은 아니고, 신의 상상의 기능이 자기를 전개해 가는 것이다. 그 때 부정적인 요소가 큰 역할을 이루어 있는데 주목해야 한다. 세계가 생생하게 한 것이 되기 위해서는 장해가 불가결하다.
독일 관념론의 완성자 헤겔은 뵈메를 '독일 최초의 철학자'라고 불렀다. 대립하는 힘의 기능 중에 절대자가 자기를 실현해 간다는 그의 철학은 뵈메 중에 그 원형을 가지고 있다고 말할 수 있다. 다만 헤겔은 뵈메의 '혼란한 독일어'에는 벽역하고 있었다. 이 항으로는 개략을 봐 왔지만 실제로는 뵈메의 사상은 한층 더 복잡하고, 연금술의 특수한 용어나 기호와의 대응이 있어, 말의 사용법은 통상의 것과는 크게 떨어져 있다. 세계 중에 달콤함이나 씁쓸함이 일하고 있다고 말해져도, 보통 인간은 기묘한 인상을 받을 것이다. 그가 신비학에 물든 '무학인 구두 직공'이라고 비난해진다고 해도, 그 난해한 문장을 생각하면 이유가 없는 것은 아니다.

### 타락과 구제
그런데 현실의 세계를 바라볼 때, 거기에는 악이 넘치고 있다. 뵈메는 이 악의 기원에 대해서도 말한다. 전통적인 신학 상의 문제로서 완전한 선인 신이 세계를 창조했다면 왜 세계에는 악이 존재하는가 하는 것이 있다.
뵈메의 신관으로는, 신은 순수한 선인 것은 아니고, 어두운 면도 가지고 있는 것이지만, 그것이 직접 이 세상의 악의 원인이 되고 있는 것은 아니다. 가시적 자연의 창조 이전에 창조된 천사의 세계에 악의 기원이 있다는 것이다. 천사는 분노의 어두운 불과 사랑의 밝은 불을 정신의 원리로 하는 것으로서 창조되었다. 분노를 사랑에 따르게 하는 것이 좋은 것이지만, 자유로운 의지에서는 역도 가능하다. 그리고 천사는 자유로운 의지를 가지고 있었다. 대천사의 하나, 루시퍼는 자유를 마이너스 방향을 향해서 이용했다.
제1성질과 제2성질에는 악이 잠재적으로 존재하고 있었지만, 루시퍼는 이 두 개의 성질에 대해 스스로가 신타등응으로 하는 이마기나치오를 향했던 것이다. 루시퍼의 신에의 반역은 마이너스의 창조로서 자유의 에너지를 역류시켜, 어둠의 거울을 만들어 낸다. 어둠의 거울은 소피아의 거울과 달라 다양한 허상을 비춘다. 이것이 공상이다. 루시퍼는 어둠의 거울을 들여다 봐 넣고 공상에 놀아나 더욱 더 에고를 비대화 시킨다. 이렇게 해서 천사의 나라는 분노의 어두운 불이 불타는 지옥과 밝은 빛의 천국에 분열해 버린다.
그러나 신은 세계의 혼란을 그대로 두지 않는다. 루시퍼의 어둠의 창조에 대해서 다시 빛의 창조가 발동한다. 창세기 제1장에서 신이 '빛이 있으라'라고 한 곳이 이 창조이다. 여기서 시간과 공간, 가시적 자연, 그리고 인간이 창조된다. 최초의 인간 아담은 신이 자기를 실현해 온 마지막 도달점이며, 그 중에는 모든 것이 찾아내지고 천사에도 우수한다는 확실히 지고의 존재이다. 당초의 아담은 남자와 여자의 양쪽 모두의 성질을 겸비하는 완전한 통일체였다. 하지만, 아담도 이윽고 타락한다. 신으로부터 사랑받아 스스로도 스스로를 사랑하는 훌륭한 아담을 악마는 손에 넣고 싶었다. 악마는 아담을 유혹해, 불완전한 다의 세계에 아담의 마음을 향하게 한다.
이 타락에 의해 아담 안의 여성의 부분인 아가씨 소피아는 하늘에 돌아가 버렸다. 그와 함께 아담을 중심으로 조화를 이루고 있던 우주는 통일을 잃어 복잡한 다의 세계화한다. 아담은 고독이 되어, 신은 그것을 불쌍히 여겨 새로운 여성, 에바를 창조했다. 그러나 에바는 소피아의 완전한 대리는 될 수 없다. 아담은 에바 안에 소피아를 요구하고 남녀는 이렇게 끌리게 되지만, 성에 의해서 괴로움도 하는 것이다.
하지만, 아담의 타락은 루시퍼의 그것과 다른 점이 있다. 루시퍼가 스스로의 자유 의지로 신에 반역한 것에 비해, 아담은 부추겨지고 함정에 떨어진 것에 지나지 않는다. 그리고 인간은 시간 안의 존재이다. 시간에는 대립하는 것을 조정하는 기능이 있으므로, 인간의 죄는 용서될 가능성이 있다. 그에 비해 루시퍼는 영원의 존재이기 때문에, 죄가 속죄해질 수 없다. 신은 타락한 인간을 구하기 위해, 구세주 그리스도를 보낸다. 그리스도는 에바의 소피아화인 처녀 마리아로부터 태어났으므로, 아담이 상실한 남성-여성의 양극성을 가지고 있다. 말하자면 그리스도는 제2의 아담이다. 그리스도는 타락의 원래의 원인인 자유 의지를 방폐해, 완전한 수동성의 아래에서 십자가에 걸쳐진다. 이 제2의 아담인 그리스도에 모방하는 것으로 우리는 구해진다고 뵈메는 말하고 있다. 그리스도의 십자가를 짊어져, 나아가 박해나 조소를 만나 살해당하는 (장작이 되는) 일로, 불도 다 구울 수 없는 새로운 인간으로서 태어날 수 있다고 한다.

## 참고 문헌
저서의 번역
- '아우로라 동이 트기 시작하는 동천의 다홍색' 소노다탄 역, 소분사 (독일 신비주의 총서) 2000년 2월
- '뵈메 소론집' 소노다탄, 오카무라 야스오, 마츠야마 야스시 국역, 소분사 (독일 신비주의 총서) 1994년 4월
- '그리스도에게의 길' 후쿠시마 마사히코 역, 송뇌사 1991년 7월
- '야곱 뵈메' 난바라 미노루 역 쿄우분관 (기독교 신비주의 저작집), 1989년

전기 연구
- 난바라 미노루 '야곱 뵈메 열어 가는 차원' 목신사 1976년
  - 신판 '야곱 뵈메 열어 가는 차원' 철학 서점 1991년
  - 개정판 '극성과 초월 야곱 뵈메에 의한 연금술적 고찰' 신사색사 2007년
- 오카베 유조 '야곱 뵈메와 신지학의 전개' 이와나미 서점 2010년
- 노다또 남편 '르네상스의 사상가들' 이와나미 신서 초판 1963년